# The Kingsmen
I The Kingsmen sono un gruppo garage rock/frat rock degli anni sessanta di Portland, nell'Oregon. Sono famosi soprattutto per la loro registrazione del 1963 della canzone di Richard Berry Louie Louie, che mantenne la posizione #2 nelle classifiche Billboard per sei settimane e divenne un classico.

## Storia

### Louie Louie
Quando registrò Louie Louie la band era composta da Jack Ely (voce/seconda chitarra), Lynn Easton (batteria), Mike Mitchell (chitarra), Don Gallucci (pianoforte) e Bob Nordby (basso). Ken Chase (il manager dei Kingsmen e direttore della radio di Portland KISN music) produsse la registrazione. Robert Lindahl (proprietario dello studio di registrazione Northwestern Inc.) fu il tecnico audio.
Louie Louie fu privata del primo posto nelle classifiche del tardo 1963 e del primo '64 da The Singing Nun e Bobby Vinton, che monopolizzarono il primo posto per quattro settimane a testa. Il singolo dei Kingsmen raggiunse il posto #1 nella classifica Cash Box e il #2 nella classifica Billboard Hot 100. Inoltre nel Regno Unito si piazzò al #26 nella classifica Record Retailer. In tutto il mondo il singolo vendette più di un milione di copie. Il b-side del singolo comprende una versione strumentale chiamata Haunted Castle.
La band provocò l'attenzione di tutta la nazione quando Louie Louie fu proibita dal governatore dell'Indiana, Matthew E. Welsh, e attirò l'attenzione dell'FBI a causa delle volgarità presenti nella versione della canzone dei Kingsmen e del sospetto che il testo contenesse un messaggio cifrato. I testi erano, in realtà, innocui, ma l'incomprensibile pronuncia del cantante Jack Ely permise ai giovani fan e ai genitori preoccupati di immaginare le oscenità più incredibili. Nell'aprile 1966 i The Kingsmen ristamparono Louie Louie e un'altra volta la canzone scalò le classifiche piazzandosi al #65 della classifica Cashbox e al #97 della Billboard Hot 100.

### Controversie
Dopo il successo di Louie Louie, i componenti dei Kingsmen presero diverse strade. Il batterista Lynn Easton, la cui madre aveva registrato il nome della band e che più tardi ne acquisì i diritti, dichiarò che da quel momento aveva intenzione di essere la voce principale, obbligando Jack Ely a rimpiazzarlo alla batteria. Questo spinse Jack Ely e Bob Nordby a lasciare il gruppo.
Ely avrebbe poi formato il suo gruppo Jack Ely & the Kingsmen. Don Gallucci fu obbligato a uscire dalla band perché era troppo giovane per fare tour e formò qualche mese dopo la band Don and the Goodtimes, che cambiò poi nome in Touch, band dalla breve vita. In seguito, Gallucci divenne un produttore di registrazione della Elektra Records, e la sua produzione più famosa fu il fondamentale secondo album dei The Stooges, Fun House. I due rimanenti componenti dei Kingsmen, Lynn Easton e Mike Mitchell, si esibirono in tour con il nome della band ufficiale.
Nelle seguenti battaglie legali, Easton stabilì i suoi diritti sul nome Kingsmen. In questo modo Ely fu obbligato a smettere di usare il nome, e a Easton fu proibito di utilizzare i testi originali di Ely. Questo inizialmente colpì la popolarità dei Kingsmen di Lynn Easton. Negli anni, tuttavia, la band ufficiale (con Easton voce principale) registrò molti altri singoli per tutto il resto degli anni sessanta.
Il singolo dei Kingsmen successivo a Louie Louie fu una versione di Money (That's What I Want) che si piazzò al #16 della Billboard Hot 100 e al #17 della Cashbox. Poi venne Little Latin Lupe Lu che si attestò al #46 della Billboard e al #49 della Cashbox. Dopo questo fu la volta di Death of An Angel, al #33 della classifica Cashbox e al #42 della Billboard.
Il 1965 vide i The Kingsmen ritornare nella Top 10 nazionale con The Jolly Green Giant, che raggiunse il #4 di Billboard e il #8 di Cashbox.
Nel 1967 la band entrò in classifica per l'ultima volta con Bo Diddley Bach, al #128 di Billboard.
Il 9 novembre 1998 al gruppo fu riconosciuto il possesso di tutte le prime registrazioni pubblicate su Wand Records e Gusto Records, inclusa Louie Louie.
Jack Ely è morto nell'aprile 2015 dopo una lunga malattia.

### Altri usi del nome
Prima della formazione del gruppo, un'altra band chiamata The Kingsmen si esibiva nel 1958 ed era formata dai componenti di Bill Haley & His Comets e loro seconda band. Numerose altre band hanno usato il nome The Kingsmen, inclusi un gruppo gospel e band che più tardi cambiarono nome come Flamin' Groovies, The Gants e il più famoso gruppo country The Statler Brothers.

## Discografia

### Album in studio
- 1963 - The Kingsmen in Person Featuring Louie, Louie
- 1964 - Volume II
- 1965 - Volume 3
- 1965 - On Campus
- 1966 - Up and Away
- 1980 - A Quarter to Three

### Raccolte
- 1966 - 15 Great Hits
- 1966 - Greatest Hits
- 1980 - Ya Ya
- 1980 - House Party
- 1992 - Louie Louie - Live & Unreleased
- 1994 - Since We've Been Gone

### Album live
- 1982 - Live and Unreleased
- 1995 - Plugged
- 2003 - Garage Sale

### Singoli
- 1963 - Louie Louie/Haunted Castle
- 1964 - Money/Bent Scepter
- 1964 - Little Latin Lupe Lu/David's Mood
- 1964 - Death Of An Angel/Searching For Love
- 1964 - The Jolly Green Giant/Long Green
- 1965 - The Climb/The Waiting
- 1965 - Annie Fanny/Give Her Lovin'
- 1965 - (You Got) The Gamma Goochee/It's Only The Dog
- 1966 - Little Green Thing/Killer Joe
- 1966 - The Krunch/The Climb
- 1966 - My Wife Can't Cook/Little Sally Tease
- 1966 - If I Needed Someone/Grass Is Green
- 1967 - Trouble/Daytime Shadows
- 1967 - Children's Caretaker/The Wolf of Manhattan
- 1967 - (I Have Found) Another Girl/Don't Say No
- 1968 - Bo Diddley Bach/Just Before the Break of Day
- 1968 - Get Out of My Life Woman/Since You've Been Gone
- 1968 - On Love/I Guess I Was Dreamin'
- 1973 - You Better Do Right/Today